# Europäische Wildkatze
Die Europäische Wildkatze oder Waldkatze (Felis silvestris) ist eine Kleinkatze, die in Europa von der Iberischen Halbinsel bis Osteuropa (westliche Ukraine), in Italien, auf dem Balkan, in Anatolien, im Kaukasus und in den schottischen Highlands vorkommt. Da sie eine relativ weit verbreitete Katze ist, wird sie in der Roten Liste der IUCN seit 2002 als Nicht gefährdet (Least Concern) geführt.
Die Europäische Wildkatze wurde durch die Deutsche Wildtier Stiftung als Tier des Jahres 2018 und in der Schweiz von Pro Natura als Tier des Jahres 2020 ausgewählt.

## Merkmale

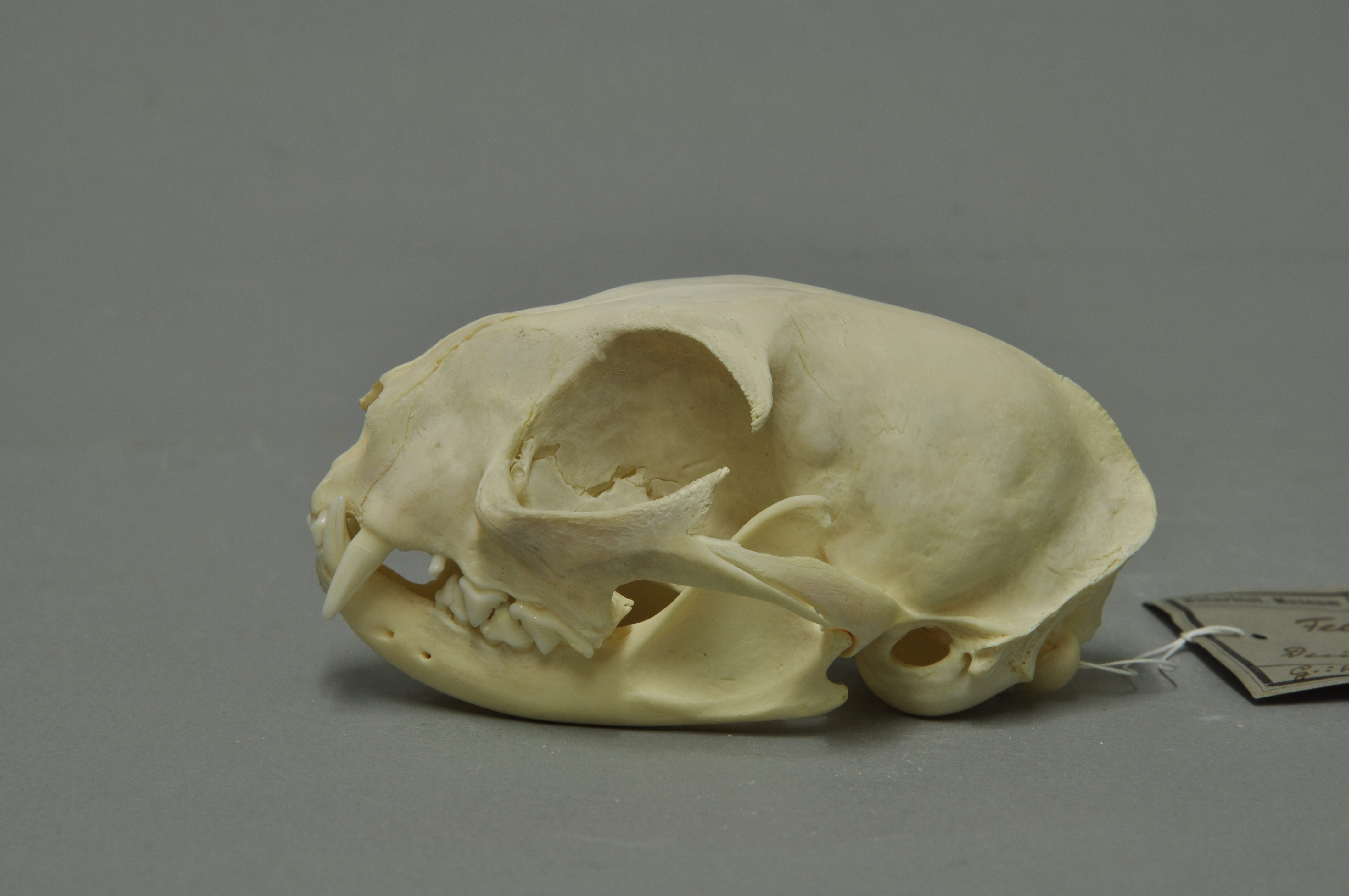
Schädel einer Wildkatze in der Sammlung des Museums Wiesbaden

Im Erscheinungsbild ist die Wildkatze massiger und kraftvoller als die Hauskatze und sie hat in Relation zum Körper längere Beine als diese. Ausgewachsene männliche Wildkatzen weisen eine Kopf-Rumpf-Länge von 55 bis 65 cm auf, haben einen 27 bis 32 cm langen Schwanz und erreichen ein Gewicht von 3,8 bis 7,3 kg. Weibchen sind mit einer Kopf-Rumpf-Länge von 47 bis 57,5 cm und einer Schwanzlänge von 25 bis 32 cm und einem Gewicht von 2,4 bis 4,7 kg deutlich kleiner.
Die Grundfärbung des Fells variiert von gelblich-braun über rötlich-grau bis silbergrau. Auf dem Rücken befindet sich oft ein typischer, durchgehender schwarzer Strich, der an der Schwanzwurzel endet. Rücken und Körperseiten sind mehr oder weniger stark mit verwaschenen Streifen gemustert. Die Streifenmusterung ist im Westen des Verbreitungsgebietes in der Regel deutlicher ausgeprägt als im Osten. Der Schwanz ist dick und relativ kurz, weist eine typische Ringelung mit drei bis fünf dunklen Ringen auf und endet stumpf, immer mit schwarzer Spitze. Der Schädel ähnelt dem der Hauskatze, bietet aber Platz für ein größeres Gehirn. Die Augen liegen weit auseinander. An der Sohle der Hinterläufe befindet sich ein kleiner, schwarzer Fleck, dieser Sohlenfleck ist ein Unterscheidungsmerkmal zur Hauskatze. Weiteres Erscheinungsmerkmal ist der helle Nasenspiegel (rosa).

## Verbreitung und Lebensraum

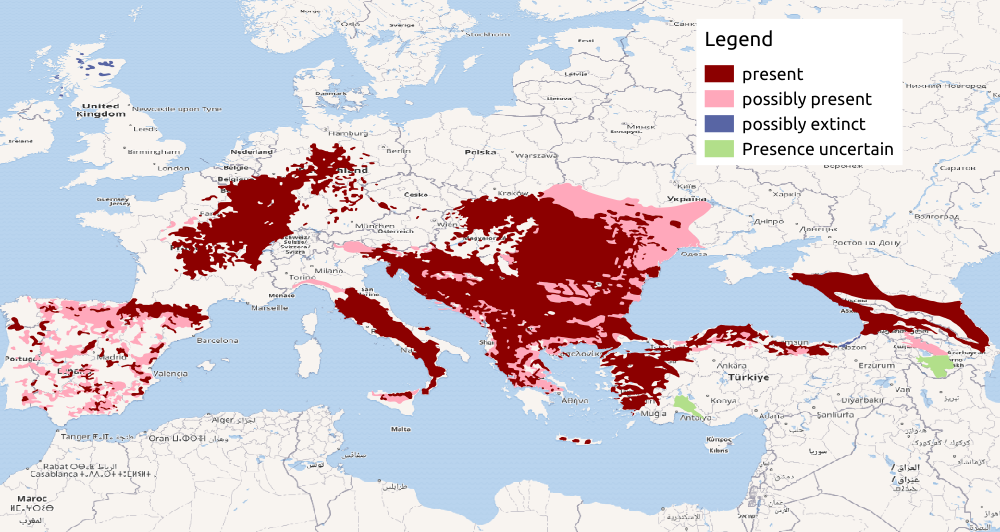
Verbreitungsgebiet der Europäischen Wildkatze

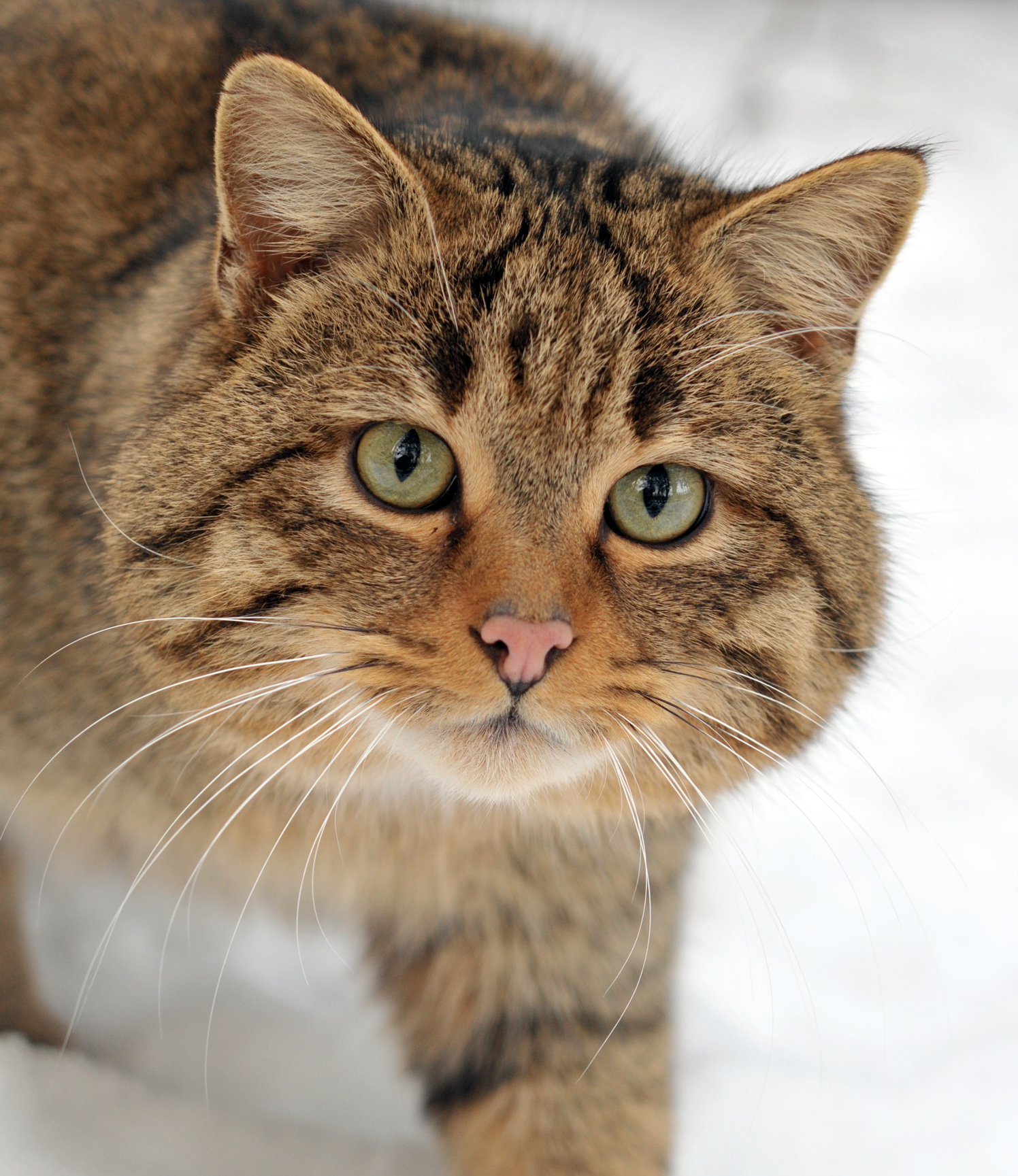
Europäische Wildkatze im Wisentgehege Springe

Europäische Wildkatzen leben vorwiegend in Wäldern. Große Populationen kommen in Laubwäldern oder Mischwäldern vor, die von Menschen nicht gestört werden. Sie leben auch entlang von Küsten, am Rand von Sumpfgebieten, in Auwäldern und in der mediterranen Macchie. Sie meiden Gebiete mit intensiver landwirtschaftlicher Nutzung, reine Nadelwälder, sehr hohe Berge, deckungslose Küstenregionen oder Gebiete, die im Winter zu mehr als 50 % zugeschneit sind, wo die durchschnittliche Schneehöhe mehr als 20 cm beträgt oder wo die Schneedecke über einen Zeitraum von 100 Tagen oder länger liegen bleibt. Im weitgehend unbewaldeten Schottland lebt die Europäische Wildkatze oft an den „Füßen“ der Berge und Hügel, wo hohe Gräser Deckung bieten, ebenso in Mooren.
Seit den 1920er-Jahren erholen sich die Populationen in Belgien, Tschechien, der Slowakei, Frankreich, Deutschland, der Schweiz und Schottland wieder, nachdem sie seit dem späten 18. Jahrhundert nahezu ausgerottet waren. Es gibt auch wichtige Bestände in Polen, Italien, Griechenland, Rumänien, Bulgarien, Slowenien und Serbien. Bei den Wildkatzen auf den größeren Mittelmeerinseln handelt es sich um Hybriden zwischen Falbkatze und Hauskatze bzw. um verwilderte Hauskatzen.
Die deutsche Population wurde im Jahr 2000 auf 1700 bis 5000 Individuen geschätzt. In den 2000er-Jahren sind Wildkatzen in den Schwarzwald und weitere Gebiete im südlichen Baden-Württemberg eingewandert. Wildkatzen gibt es im Nationalpark Hainich, im Nationalpark Bayerischer Wald, im Thüringer Wald, im Harz, im Elm, in der Eifel, im Siebengebirge, im Hunsrück, im Pfälzerwald und auch im Saarland. Die ursprünglichen Restvorkommen in Nordhessen und im Taunus haben sich inzwischen so weit ausgedehnt, dass Wildkatzen in den meisten Teilen Hessens nördlich des Main verbreitet sind. Die Populationen sollen mit naturbelassenen Waldkorridoren verbunden werden oder sind es bereits. 2017 wurde die Existenz in der Lüneburger Heide nachgewiesen. Auch im Banzer Wald bei Bad Staffelstein im Landkreis Lichtenfels (Bayern) ist die Wildkatze mittlerweile wieder beheimatet.
In der Schweiz wurde die Katze im 18. und 19. Jahrhundert stark dezimiert oder, wie im Mittelland, ganz ausgerottet. Sie ist seit 1962 eine Geschützte Art. Insbesondere im Schweizer Jura ist sie wieder präsent, wie das Bundesamt für Umwelt (Bafu) 2011 angab. Ebenfalls ist sie in der Region Schaffhausen wieder anwesend. Eine im Auftrag des Bafu zwischen 2008 und 2010 durchgeführte Studie kam zu dem Ergebnis, dass 2011 in der Schweiz schätzungsweise 450 bis 900 Wildkatzen auf einer Fläche von rund 600 Quadratkilometern leben. Das Untersuchungsgebiet konzentrierte sich auf den Schweizer Jura, da alle Wildkatzen, die in den letzten Jahrzehnten nachgewiesen werden konnten, aus diesem Gebiet stammen. Allerdings ist der Grad der Hybridisierung von Bedeutung für die Einstufung der Gefährdung der Wildkatze. Denn wenn der sich ausbreitende Wildkatzenbestand in der Schweiz sich zu sehr mit Hauskatzen vermischt (wie dies zum Beispiel in Ungarn und Schottland der Fall ist), besteht die Gefahr, dass die Wildkatzen allmählich genetisch verschwinden.
In Österreich waren Wildkatzen ehemals im Alpenvorland Nord-, Ost- und Südösterreichs verbreitet. In der zweiten Hälfte des 19. Jahrhunderts wurden die Populationen stark dezimiert und seither nur wenige Exemplare nachgewiesen. Sie galten in Österreich als ausgestorben, ausgerottet oder verschollen, und noch vor wenigen Jahren gab es keinen Hinweis auf eine ansässige reproduzierende Population in Österreich. Allerdings verdichten sich in den letzten Jahren die Meldungen über Sichtungen südlich der Donau und es gelang der Nachweis eines Vorkommens im Nationalpark Thayatal. 
2022 wurde eine Wildkatze  in Vorarlberg mit einer Wildtierkamera gesichtet und durch genetische Analyse einer Haarprobe bestätigt. Es wird ein Bestand in den Vorarlberger Waldgebieten vermutet.
Die größten Populationen befinden sich in Spanien, wo die Wildkatze relativ häufig vorkommt, sogar in ziemlich humanisierten Gebieten, wie in der Sierra Calderona, unweit von Valencia, oder in der Sierra de Escalona (Provinz Alicante) in der Nähe von Torrevieja und Orihuela. In Portugal existieren kleinere Bestände, etwa in der portugiesischen Reserva Natural Serra da Malcata.
Auch im Kaukasus gibt es noch isolierte Wildkatzenbestände, die in einer im Jahr 2017 veröffentlichten Revision der Katzensystematik durch die Cat Specialist Group der IUCN eine eigenständige Unterart (Felis silvestris caucasica Satunin, 1905) bildet.
Heute ist die Wildkatze vor allem durch Zerschneidung ihres Lebensraumes und Zersiedelung der Landschaft bedroht. Sie lebt ausschließlich in ruhigen und intakten Wäldern mit Altholzbestand. Nur im naturnahen Wald findet die Wildkatze alte Baumhöhlen, Fuchs- oder Dachsbaue, die sie für die Aufzucht der Jungen benötigt. Auch kann die scheue Wildkatze nur in ruhigen Wäldern ungestört jagen. Sie gilt oft als Zielart, an der gut festzustellen ist, ob ein Wald wirklich naturnah ist.
In letzter Zeit konnten sich die Bestände etwas erholen, vor allem, da die Art in vielen Staaten nicht mehr gejagt werden darf. Dennoch kommt die Wildkatze im westlichen Europa nur noch im nördlichen Schottland, in Teilen Spaniens und im Osten Frankreichs in etwas größeren Beständen vor. Im südöstlichen Europa hingegen sind die Bestände der Europäischen Wildkatze noch etwas umfangreicher. Die bisher vorherrschende Meinung war, die Katzenbestände seien, da bis Mitte des 20. Jahrhunderts als Raubtiere verschrien, stark bejagt und deshalb vielerorts ausgerottet worden. Neuere veterinär-historische Untersuchungen lassen diese Darstellung zweifelhaft erscheinen, da die Bestände zeitgleich auch in Gebieten mit Totalschutz, wie etwa in Hessen, abnahmen. Pathologische Untersuchungsberichte verendet aufgefundener Wildkatzen aus der Zeit von 1850 bis 1920 lassen für den Rückgang der Wildkatze ein epidemisches Ereignis wahrscheinlich erscheinen.
Im Pleistozän war die Wildkatze weit über Europa verbreitet. Erst mit dem Rückzug des Eises wurde sie zum Waldtier.

## Lebensweise und Verhalten

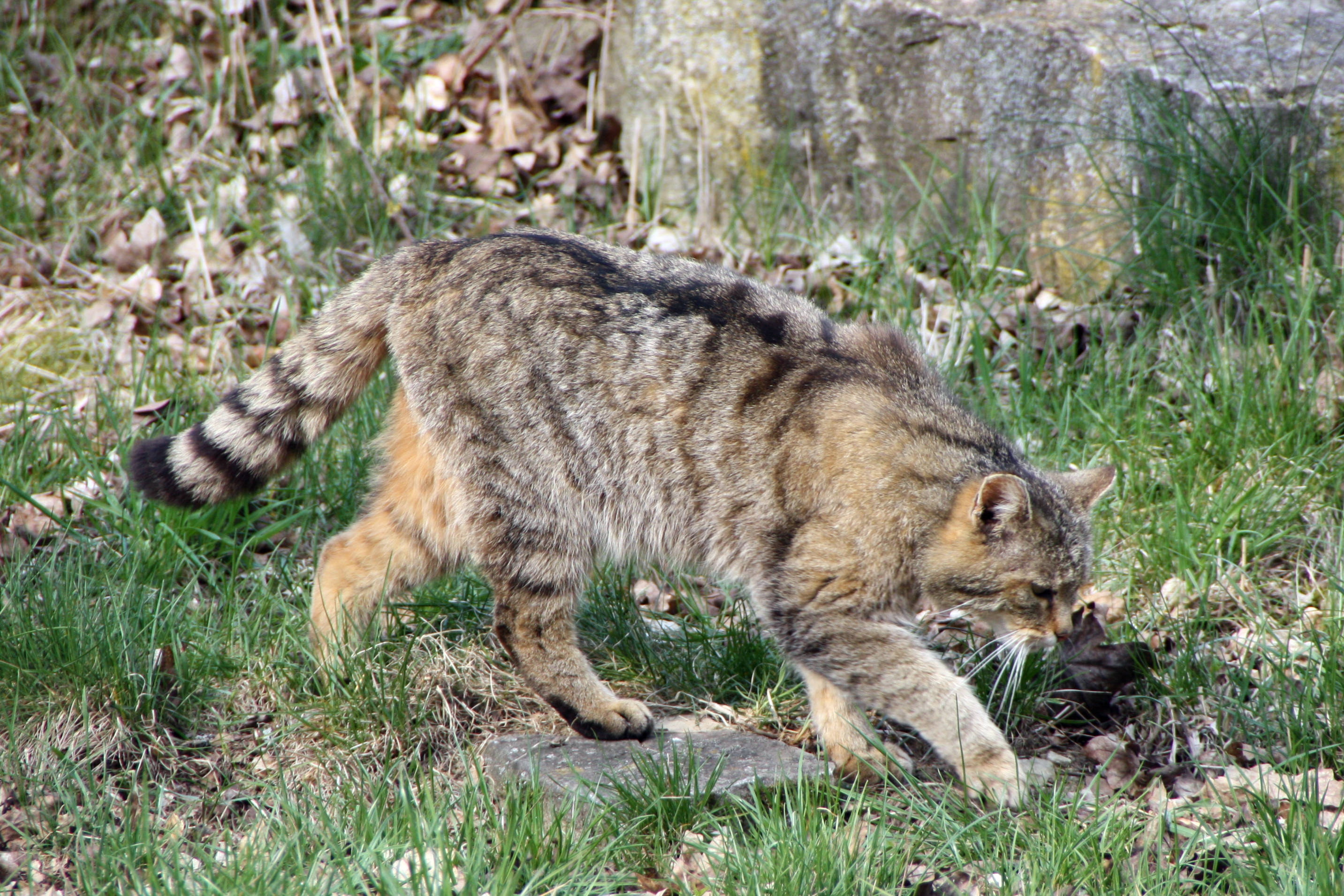
Wildkatze im Wildpark Bad Mergentheim

Europäische Wildkatzen sind sehr scheu und meiden menschliche Nähe. Wie die meisten Katzenarten führen sie ein vornehmlich einzelgängerisches Leben und sind meist ortstreu. Sie sind Pirschjäger, die ihre Beute unbemerkt anschleichen und durch einen Überraschungsangriff mit einem Sprung fassen. Wildkatzen wagen sich nur in Ausnahmefällen auf freies Gelände ohne Deckung. Deshalb werden zum Beispiel in Thüringen ihre Verbreitungsgebiete mit naturbelassenen Waldkorridoren verbunden, um die Art wieder stabil anzusiedeln. Sie sind vielerorts tagaktiv, neigen in dichter besiedelten Gegenden aber auch zur Nachtaktivität. Ihr außergewöhnlich gutes Sehvermögen bei Dunkelheit befähigt sie dazu.
Ihre hoch entwickelten Sinnesorgane und ihre als hoch eingestufte Intelligenz lassen sie natürliche Gefahren frühzeitig erkennen. Das Gehirn einer europäischen Wildkatze ist größer als das einer Hauskatze, die auch schon als sehr intelligent gilt. Mit 18 einziehbaren langen und kräftigen Krallen und ihrem kräftigen Raubtiergebiss ist sie für ein Tier ihrer Größe sehr wehrhaft. Wie fast alle Katzenarten hat sie zudem äußerst kurze Reaktionszeiten, ist körperlich stark und dennoch sehr beweglich. Dies alles macht sie zu einer erfolgreichen Jägerin auf Kleinwild.
Die Größe ihres Reviers richtet sich nach dem Angebot an Beutetieren und kann deshalb je nach Gegend sehr unterschiedlich sein. Ist der Lebensraum optimal, benötigt sie zwei bis drei Quadratkilometer, unter schwierigen Jagdbedingungen kann der Lebensraum auch neun und mehr Quadratkilometer umfassen. Männchen beanspruchen in der Regel größere Reviere als weibliche Tiere.
Die Paarungszeit der Europäischen Wildkatze ist in den Monaten Januar bis März. Die Tragzeit beträgt ca. neun Wochen, das Weibchen bringt in einem sicheren Versteck meistens zwei bis vier Junge zur Welt. Mit etwa sechs bis acht Monaten suchen sich die Jungtiere ein eigenes Revier. Die Sterblichkeit der jungen Wildkatzen ist hoch. Unter optimalen Bedingungen werden sie zwölf bis fünfzehn Jahre alt.
Da Wildkatzen die Nähe zum Menschen meiden, kommen in waldreichen Gebieten Mischlinge zwischen Wild- und Hauskatzen nur selten vor. Dagegen wurde in waldärmeren Gebieten Europas (Schottland, Ungarn) intensive Hybridisierung zwischen beiden Arten nachgewiesen. Auch in Mitteleuropa kommt Hybridisierung zwischen Haus- und Wildkatze gelegentlich vor. Die in europäischen Zoos und Tierparks gehaltenen Wildkatzen gehen überwiegend auf solche Hybride zurück.
Wildkatzen gelten als nicht zähmbar. Auch in Gefangenschaft geborene Tiere können nicht an den Menschen gewöhnt werden und lassen sich niemals freiwillig von ihm berühren. Gefangene oder in Gefangenschaft geborene Tiere brauchen große Gehege mit Verstecken. Bekommen sie diese, lassen sie sich vom Menschen beobachten, wenn man ihnen dabei nicht zu nahe kommt. Wildkatzen müssen sich vor den Menschen sicher fühlen, um sich zu zeigen. In Gefangenschaft aufgewachsene Tiere tolerieren die Nähe zum Menschen und kommen ihnen bekannten Menschen durchaus nahe. Bei der Fütterung ist es nicht ungewöhnlich, wenn sie ihnen zugeworfenes Futter in ca. zwei Meter Abstand fangen oder erbeuten. Sie kommen dabei auch völlig aus ihrer Deckung heraus, verschwinden aber sofort wieder dahin, wenn sie das Futter ergattert haben. Eine direkte Berührung durch den Menschen hingegen führt immer sofort zu Abwehrreaktionen.
Freilebende Tiere meiden den Menschen und kehren niemals an Verstecke zurück, die Menschen entdeckt haben. Bilder freilebender Tiere gelangen erstmals in den 1950er-Jahren und sind auch heute noch sehr selten. Ein Nachweis der Existenz von Wildkatzen in einem Revier gelingt häufig nur indirekt, u. a. mittels Holzstöcken, die mit Baldrian als Lockmittel besprüht werden. An diesen Stöcken kleben gebliebene Haare werden anschließend genetisch untersucht.

### Ernährung

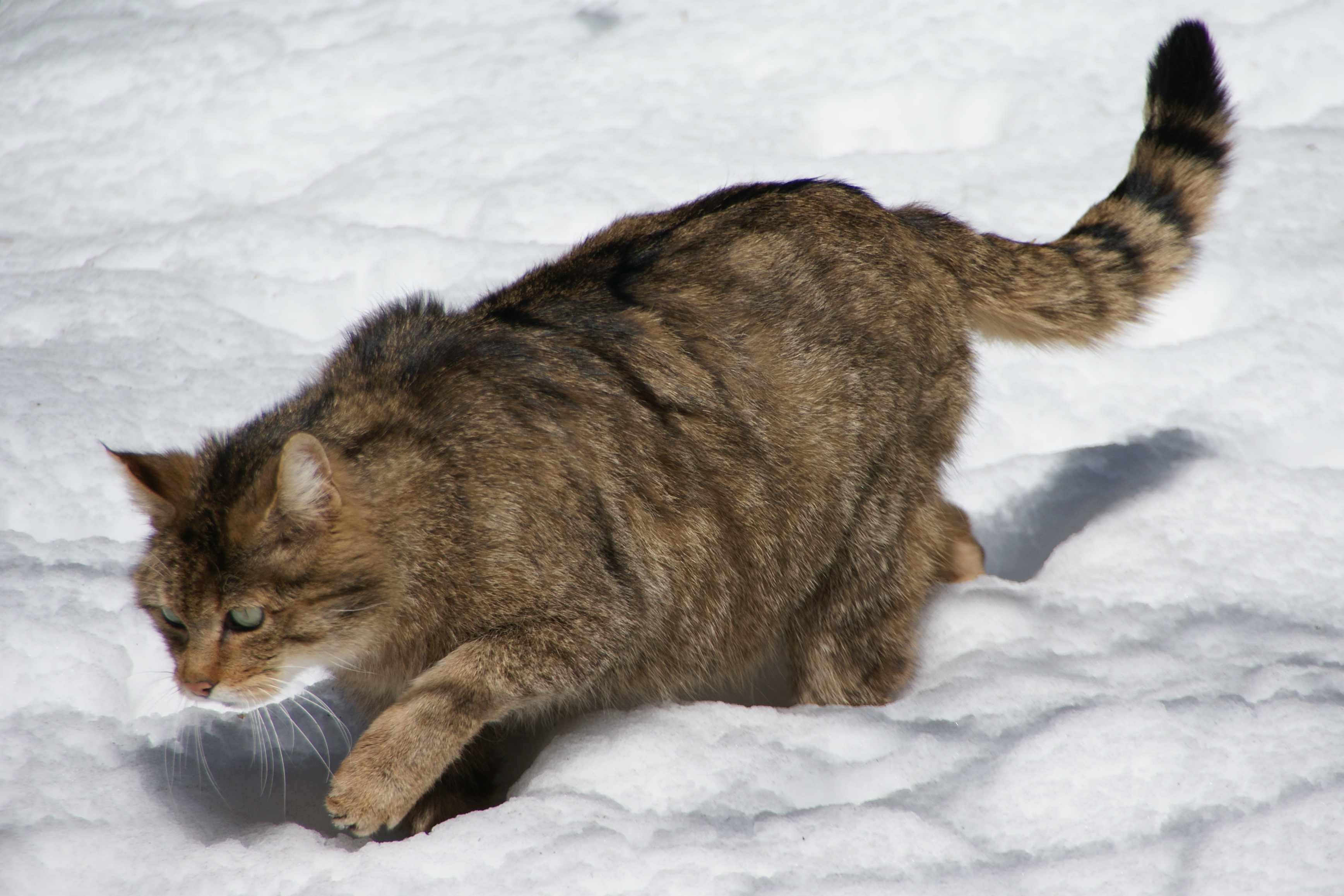
Wildkatze im Nationalpark Bayerischer Wald

Untersuchungen des Mageninhalts haben ergeben, dass Wildkatzen sich zu 80 % von Kleinsäugetieren (Wühlmäusen, Ratten usw.) ernähren. Nur gelegentlich greifen sie auf andere Tiere wie Vögel, Kaninchen, Eichhörnchen, Eidechsen, Fische, Frösche und Insekten zurück. Auf dem europäischen Festland werden nur selten Hasen und Rehkitze erbeutet, nur extrem selten, anders als früher behauptet, kranke oder geschwächte Frischlinge und Hirschkälber. Die schottische Population ernährt sich dagegen vor allem von Kaninchen und anderen Hasenartigen. Aas und pflanzliche Kost werden nur in Notzeiten genommen. Der Beute wird aufgelauert, z. B. an den Erdbauten von Nagern, oder sie wird zufällig beim Durchstreifen des Reviers entdeckt. Ist ein potentielles Beutetier entdeckt worden, so schleicht sich die Katze jede mögliche Deckung nutzend langsam und so nah wie möglich an. Die Beute wird mit den Krallen festgehalten, auf den Boden gedrückt und durch einen Biss getötet. Wird sie nicht sofort gefressen, so wird sie in dichter Vegetation, unter Laub oder in anderen Verstecken bis zum Verzehr verwahrt.

### Fortpflanzung

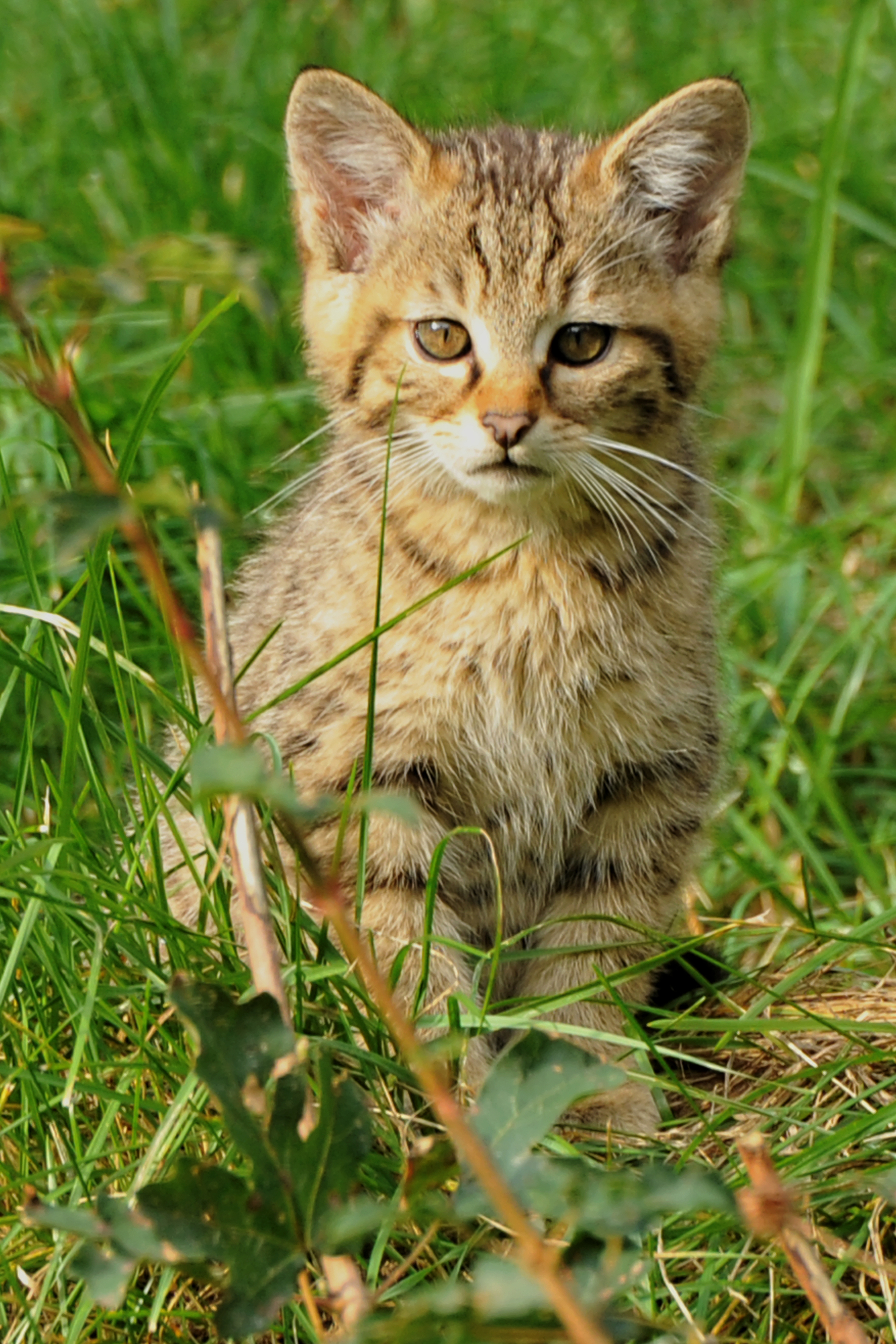
Junge Wildkatze

Die Europäische Wildkatze paart sich von Januar bis März, manchmal auch schon im Dezember oder später bis in den Juli. Die Tragzeit beträgt 60 bis 68 Tage und die meisten Jungen werden im April oder Mai geboren, seltener finden Geburten bis in den August statt. Gehen die Jungen eines frühen Wurfs ein, kann es zu einer zweiten Geburt im selben Jahr kommen. Im Wurf befinden sich ein bis vier, selten sieben Junge, die bei der Geburt 65 bis 163 g wiegen. Jungtiere, die weniger als 90 g wiegen, überleben in der Regel nicht. Die Jungtiere werden sechs bis sieben Wochen, in Ausnahmefällen bis zu vier Monate lang, gesäugt. Ihre Augen öffnen sie nach 7 bis 13 Tagen und sie laufen 16 bis 20 Tage nach der Geburt. Mit einem Alter von vier bis fünf Wochen beginnen sie miteinander zu spielen und mit einem Alter von zwölf Wochen können sie der Mutter folgen. Die Milchzähne sind mit einem Alter von 42 bis 49 Tagen und das endgültige Gebiss ist mit einem Alter von 175 bis 195 Tagen vollständig ausgebildet. Die Jungtiere und Mutter trennen sich nach vier bis fünf, maximal nach zehn Monaten. Voll ausgewachsen sind sie mit einem Alter von 18 oder 19 Monaten. Wildkatzen werden 7–10 Jahre alt, in menschlicher Obhut bis über 15 Jahre.

## Jägersprache
In der Jägersprache werden folgende Bezeichnungen gebraucht:
- weibliches Tier = Katze oder Kätzin
- männliches Tier = Kuder (nicht Kater)

Dagegen findet sich außerhalb der Jägersprache auch für männliche Wildkatzen die Bezeichnung Kater. Hauskatzen und Wildkatzen können sich paaren und bringen reproduktionsfähige Nachkommen zur Welt. Diese werden Blendlinge genannt, und ihre Geschlechterbezeichnung ist wie bei der Wildkatze.

## Gefährdung

### Natürliche Feinde

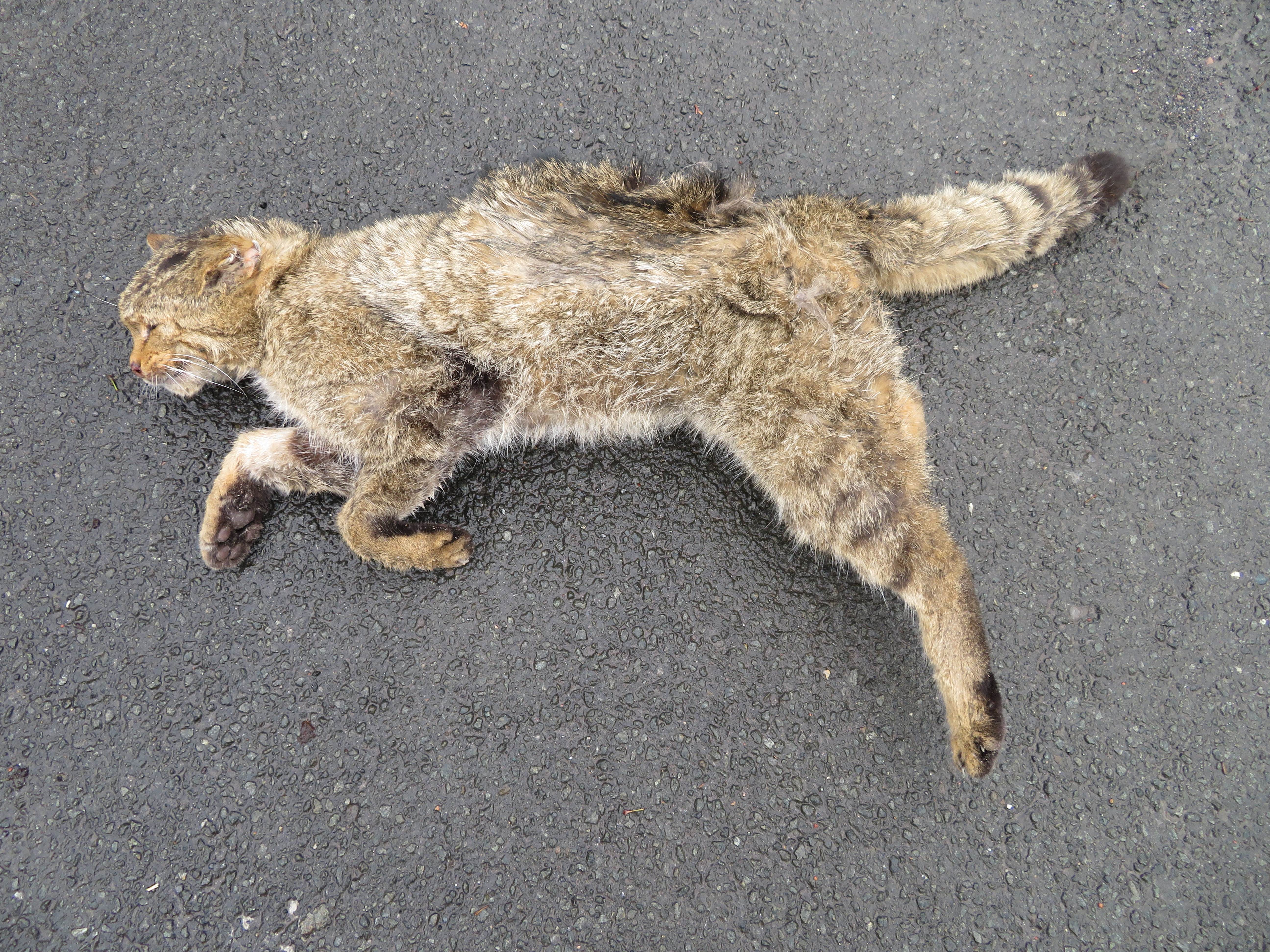
Totgefahrene Wildkatze auf der Bundesstraße 7

Abgesehen vom Menschen durch Zerstückelung von tatsächlichen und möglichen Lebensräumen (Landschaftszerschneidung), durch Verkehrstod beim Überqueren von Straßen und durch Fehlabschüsse infolge von Verwechslungen mit verwilderten Hauskatzen sind unter den Feinden vor allem Luchs und Wolf zu nennen. Uhu, Seeadler, Steinadler oder Habicht erbeuten meist nur Jungtiere. Der Fuchs ist keine Bedrohung für gesunde Wildkatzen, kann aber unter Umständen dem Nachwuchs gefährlich werden. Heute steht die Wildkatze in Deutschland unter Naturschutz. In Deutschland ist sie zudem als eine Verantwortungsart innerhalb der Nationalen Strategie zur biologischen Vielfalt der Bundesregierung eingestuft.

### Industrielandschaft
Das größte Problem für die Wildkatze ist heute die immer intensivere Nutzung der Landschaft durch Verkehr, Siedlungsgebiete und Landwirtschaft. Dadurch wurden die Tiere auf wenige Restlebensräume zurückgedrängt. Diese letzten Rückzugsgebiete liegen voneinander isoliert. Die dort lebenden, vereinzelten Wildkatzenpopulationen sind sehr klein und entsprechend anfällig für Inzucht und Krankheiten. Aus diesem Grund gibt es in Deutschland vom BUND die Bestrebung, isolierte Siedlungsgebiete mittels etwa 20 Meter breiter Korridore, welche mit Bäumen und Hecken bepflanzt werden, zu verbinden und zusätzliche Lebensräume zu erschließen. Eine weitere Gefahr für die Wildkatze geht von verwilderten Hauskatzen aus, da es zur Hybridisierung und Übertragung von Haustierkrankheiten kommen kann. Viele Wildkatzen werden auf Straßen überfahren.

## Schutz

### Deutschland
Mit Inkrafttreten des Reichsjagdgesetzes am 4. Juli 1934 (bzw. teilweise am 1. April 1935) sowie des Bundesjagdgesetzes 1952 steht die Wildkatze unter dessen Schutz. Sie ist seither ganzjährig geschont. In Deutschland begannen in den 1990er-Jahren Aktive des BUND in Thüringen, das Wanderverhalten von Wildkatzen, u. a. mittels mit Baldrian besprühter Holzstöcke, zu erforschen. Es entstand der Plan, gemeinsam mit Politik, Behörden und Bürgern ein Rettungsnetz für die Wildkatze zu knüpfen. Ein Netz aus Büschen und Bäumen für die Wildkatze und andere Waldbewohner sollte sich durch Deutschland ziehen. 2007 stellte der BUND den „Wildkatzenwegeplan“ vor. Im Herbst desselben Jahres wurden die ersten 20.000 Büsche und Bäume zwischen dem Nationalpark Hainich und dem Thüringer Wald gepflanzt. 2009 gingen die Pflanzungen in Rheinland-Pfalz weiter, wo der Bienwald mit dem Pfälzerwald verbunden wird. In Rheinland-Pfalz existieren zwei Wildkatzen-Auffanggehege im Norden (Wildkatzenzentrum Wildenburg) und im Süden (Artenschutzzentrum Wildkatze). 2011 pflanzte der BUND im niedersächsischen Landkreis Holzminden die ersten Bäume für einen grünen Wildkatzenkorridor.
Seit 2011 werden im Projekt „Wildkatzensprung“ des BUND zum einen sogenannte „grüne Korridore“ in Hessen (Rothaargebirge-Knüll), Niedersachsen (Harz-Solling), Baden-Württemberg (Region Herrenberg), Rheinland-Pfalz (Westerwald/Taunus-Rothaargebirge) und Thüringen (Region Greiz) gepflanzt. Damit werden Wälder durch die Pflanzung von Bäumen und Büschen wieder miteinander verbunden, um der Wildkatze neue Lebensräume zugänglich zu machen, wovon auch andere Wildtierarten wie Baummarder, Haselmaus und Bechsteinfledermaus profitieren sollen. Zum anderen wird in Zusammenarbeit mit dem Forschungsinstitut Senckenberg eine bundesweite Gendatenbank zur Wildkatze entwickelt, um die Populationen und die Wanderungsbewegungen zu dokumentieren und die Schutzmaßnahmen für die Wildkatze zu optimieren. In Baden-Württemberg galt die Wildkatze seit 1912 als verschwunden, bis 2006 und 2007 am Kaiserstuhl überfahrene Tiere eindeutig als Wildkatzen identifiziert wurden und damit erstmals seit 1912 wieder nachgewiesen werden konnten. 2021 wurden Wildkatzen im Freiburger Stadtwald gefunden. Daher plant man nun auch in diesen Gebieten, die Lebensräume großzügig zu vernetzen. Aus diesem Grund hat Baden-Württemberg einen Generalwildwegeplan aufgestellt, der im Generalverkehrswegeplan berücksichtigt werden soll. Im Juni 2009 sind das erste Mal seit Jahrzehnten lebende Wildkatzen bei Bühl gefunden worden. Nachdem im Jahr 2010 eine tote Wildkatze im Stromberg gefunden worden war, wurde im Winter 2010/2011 in diesem Gebiet eine gezielte Suchaktion mit Hilfe von Lockstöcken durchgeführt. Dabei wurden mehrere Haarproben gefunden, die mittels DNA-Analyse Wildkatzen zugeordnet werden konnten. Inzwischen konnte ein Wildkatzenvorkommen auch im Raum von Kirchheim unter Teck nachgewiesen werden.
2019 wurde durch den Naturschutzverband BUND vermeldet, dass die Wildkatze mittlerweile wieder das komplette Saarland besiedelt. Die Wildkatze ist in Deutschland nun in fast allen größeren Waldgebieten wieder heimisch.

### Österreich
Die Wildkatze galt in Österreich offiziell als ausgestorben. Potentielle Lebensräume wurden 2009 in einer Arbeit studiert. Nach über fünfzig Jahren ist sie nun zurück. Nach Kärnten und Niederösterreich wurde 2015 im Tiroler Paznauntal, sowie im Osttiroler Iseltal eine Wildkatze zweifelsfrei identifiziert. Einen weiteren Nachweis der scheuen Katze gab es 2016 im Mühlviertel in Oberösterreich, hier durch Zufall per Wildkamera. Für Kärnten konnte 2012 erstmals der Nachweis für eine Fortpflanzung erbracht werden. Die Art ist in Österreich streng geschützt. Im Februar 2024 wurde eine Sichtung im November 2023 seitens eines Jägers Salzburg gemeldet. Die Wildkatze wurde damit seit 2003 erstmals wieder in dem Bundesland in freier Wildbahn gesichtet.

### Schweiz
In der Schweiz gibt es keine speziellen Schutzbemühungen. Jedoch dokumentiert und untersucht das Zentrum für Fisch- und Wildtiermedizin in Bern Katzenfunde. Für die zahlenmäßige Erhebung stellten Wildhüter in den Untersuchungsgebieten mit Baldriantinktur imprägnierte Holzpflöcke auf Wege, die regelmäßig von Tieren benutzt werden. Durch den Geruch angelockte Katzen rieben sich daran. Später wurde im Labor mit molekulargenetischen Methoden geprüft, ob es sich um Haare von Wild- oder Hauskatzen handelt. In einer 2010 publizierten Studie wurden drei Wildkatzenpopulationen im nordwestschweizerischen Jura nachgewiesen. 2011 wurde eine Studie gestartet, um herauszufinden, welchen Grad die Hybridisierung der Katze in der Schweiz erreicht hat. Davon wird auch abhängen, welcher definitive Status der Wildkatze bei der Teilrevision der Roten Liste der Säugetiere 2012 eingeräumt wird.

## Taxonomie
Die wissenschaftliche Benennung der europäischen Wildkatze erfolgte im Jahr 1777 durch den deutschen Mediziner und Naturforscher Johann Christian von Schreber. Die europäische Wildkatzenpopulation wurde in der Regel nur als eine Unterart angesehen, die zusammen mit der afrikanischen Falbkatze (Felis silvestris lybica) und der Asiatischen Wildkatze (Felis silvestris ornata) die Art Felis silvestris bildet. In einer im Jahr 2017 veröffentlichten Revision der Katzensystematik durch die Cat Specialist Group der IUCN erhält die Europäische Wildkatze jedoch Artstatus. Die Wildkatzen des Kaukasus werden als eigenständige Unterart (Felis silvestris caucasica Satunin, 1905) klassifiziert. Die Falbkatze, die Südafrikanische Wildkatze (Felis lybica cafra) und die Asiatische Wildkatze bilden jetzt hier die Art Felis lybica.
Die Hauskatze stammt nicht von der Europäischen Wildkatze ab, sondern von der Falbkatze. Nicht zu verwechseln ist die Waldkatze mit einigen Halblanghaar-Rassen der Hauskatzen, die ebenfalls als Waldkatzen bezeichnet werden, so der amerikanischen Waldkatze (Maine Coon), der Norwegischen Waldkatze und der Sibirischen Katze, die auch Sibirische Waldkatze genannt wird.

## Filme
- Die Rückkehr der Wildkatze (2020) Regie: David Cebulla.[38]